# Frederick H. Mueller

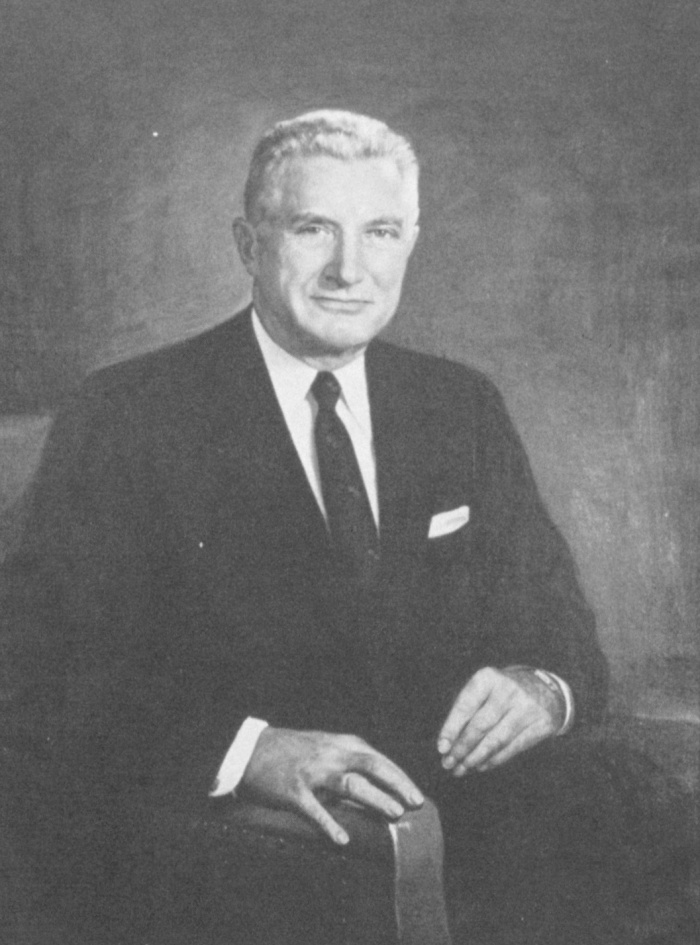
Frederick H. Mueller

Frederick Henry Mueller (* 22. November 1893 in Grand Rapids, Michigan; † 31. August 1976) war ein US-amerikanischer Politiker der Republikanischen Partei, der dem Kabinett von Präsident Dwight D. Eisenhower als Handelsminister (Secretary of Commerce) angehörte.

## Leben
Mueller absolvierte ein Maschinenbau-Studium an der Michigan State University, das er 1914 als Bachelor of Science abschloss. Im selben Jahr wurde er Teilhaber der Möbelfabrik seines Vaters, deren Geschäftsführung er 1923 übernahm. Nachdem sein Vater in den Ruhestand gegangen war, wurde er Präsident des Unternehmens.
Von 1945 bis 1957 gehörte Mueller der staatlichen Landwirtschaftsbehörde (State board of agriculture) von Michigan an. Am 22. November 1958 wurde er als stellvertretender Handelsminister für Inlandsangelegenheiten in die US-Regierung berufen; dabei spielten seine Reputation als aktiver Republikaner und bedeutender Fabrikbesitzer eine entscheidende Rolle. Zu diesem Zeitpunkt leitete Lewis Strauss das Handelsministerium kommissarisch; als er durch den US-Senat bestätigt werden sollte, versagte ihm die dortige demokratische Mehrheit die Zustimmung.
Daraufhin wurde Frederick Mueller von Präsident Eisenhower als neuer Secretary of commerce nominiert. Seine Ernennung wurde vom Senat bestätigt, sodass er am 6. August 1959 sein Amt antreten konnte. Mit dem Ende von Eisenhowers Präsidentschaft schied auch Mueller am 20. Januar 1961 aus der Regierung aus. Während seiner Amtszeit war er im Jahr 1960 auch Ersatzdelegierter zur Republican National Convention.
Mueller, Mitglied der Freimaurer, der Shriners und der Rotarier, widmete sich in der Folge wieder seinen wirtschaftlichen Betätigungsfeldern. Er verstarb 1976; sein Leichnam wurde eingeäschert und die Asche im Graceland Mausoleum in Grand Rapids beigesetzt.